# 키로스테노테스
키로스테노테스(Chirostenotes)는 중생대 백악기 후기에 서식한 수각류의 일종이다. 학명은 '가냘픈 손', '세밀한 손'이란 의미를 갖고 있다. 전체 몸 길이는 약 1.7m~2m, 체중은 20kg~50kg정도 되었다. 2족보행을 하는 육식공룡이다. 가늘고 긴 발에는 3개의 발가락이 있고, 그 끝에는 긴 갈고리모양의 발톱이 있다. 화석은 캐나다 앨버타주에서 발견되었다.